# Nudochernes wittei
Espèce
Nudochernes wittei est une espèce de pseudoscorpions de la famille des Chernetidae.

## Distribution
Cette espèce est endémique du Congo-Kinshasa.

## Description
Les mâles mesurent de 1,7 à 1,8 mm et les femelles de 1,8 à 2,2 mm.

## Étymologie
Cette espèce est nommée en l'honneur de Gaston-François de Witte.

## Publication originale
- Beier, 1955 : Pseudoscorpionidea. Exploration du Parc National de l'Upemba. I. Mission G.F. de Witte, vol. 32, no 1, p. 3-19.